# Уота
Уота (англ. Wahta Mohawk Territory Indian Reserve) — индейская резервация ирокезоязычного индейского племени мохоки, расположенная к востоку от залива Джорджиан-Бей в провинции Онтарио, Канада. Является одной из нескольких самоуправляемых территорий мохоков в пределах границ Канады. 

## История
Резервация была основана в 1881 году после того, как Общество священников Святого Сульпиция купило здесь землю для мохоков из общины Канесатаке, Квебек, где происходили политические и религиозные распри за права землепользования. Около одной пятой индейцев из этого сообщества переехали в новую резервацию.

## География
Резервация расположена в районе Мускока, провинция Онтарио, между озером Мускока и заливом Джорджиан-Бей. Земля состоит из лесов и озёр, типичных для Канадского щита. Резервация используется в основном для охоты и рыбалки мохоками из общин Канесатаке и Канаваке, которые разделяют доступ к этой территории.
Общая площадь Уоты составляет 61,17 км².

## Демография
В 2021 году на территории резервации проживало 239 человек, плотность населения составляла 3,907 чел./км².